# らっぷびと
らっぷびと（Rapbit、1987年9月16日 - ）は、日本のラッパーである。東京都世田谷区出身。

## 概要
インターネットの動画投稿サイトを中心としながらライブもこなすラップアーティスト。オリジナル曲からアニメやゲームの主題歌をラップ調にリメイクした曲まで幅広く手がける。
高校1年生の頃から音楽活動を始め、インターネットを使った「ネットラップ」に出会う。「風玉(かざだま)」名義で同級生であるkidと「ROMPIN CREW」を結成。（後に同じく同級生のKOUが加入）数年間の音源制作、現場経験を経て2007年に「らっぷびと」と名前を変える。
2008年8月6日に初の公式音源としてインディーズアルバム『RAP BEAT』を発表し、収録曲の「When They Cry」は2008年7月度の有線キャンシステム問合せランキングで1位を獲得、アルバムセールスにおいても2008年8月第1週のオリコンインディーズチャートで初登場3位を記録した。
イブDJはkidが担当し、主なサポートメンバーとしてみくすびと、どうがびと、ぴーぶいびと、いられびと、じまくびとなどが過去に存在した。
『ひぐらしのなく頃に』のファンであると公言しており前述の「When They Cry」は『ひぐらしのなく頃に』をモチーフに、「人として軸がぶれているらっぷ」はアニメ版『さよなら絶望先生』のOP曲であった大槻ケンヂと絶望少女達による「人として軸がぶれている」のアレンジ曲として作られた。
「人として軸がぶれているらっぷ」はニコニコ動画で公開した時点では無認可のMAD作品であったため、権利者からの依頼にて削除（違法なアップロードによる）されているものの、曲中歌詞の「火ヲ貸セヨ」というフレーズが『さよなら絶望先生』原作に登場し、さらには大槻ケンヂ本人からも公式なカバー許可が降りたことで、『RAP BEAT』に収録されるに至った。その後もアニメ版『さよなら絶望先生』シリーズの主題歌のアレンジ曲を発表し、2009年2月17日発売の単行本第十六集の初回限定版OAD「獄・さよなら絶望先生 下」では、「空想ルンバらっぷ」がOP曲に採用された。
2009年2月4日、EMIミュージック・ジャパンよりシングル「All Day,All Night」でメジャー・デビュー。
2011年1月18日に、同じ歳の一般女性と結婚したことを発表。10月25日に、体調不良を理由に活動休止することを発表。2012年3月6日に、活動復帰を発表。
2012年3月以降に更新されているブログでの記述からガールズユニット・ももいろクローバーZのファンであることを公言しており、頻繁にブログに書いている。またももいろクローバーZの楽曲「Chai Maxx」のラップアレンジをニコニコ動画にてアップしている。
2019年から、歌い手の「TATSUMA」、ラッパーの「アリレム」との3人組ユニット「UNEEK ARTS」としてYouTubeをメインとした活動を開始。

## ディスコグラフィ

### シングル
|     | 発売日       | タイトル          | 生産番号   | オリコン 最高位 |
| --- | ------------ | ----------------- | ---------- | --------------- |
| 1st | 2009年2月4日 | All Day,All Night | TOCT-40247 | 43位            |

### 配信限定シングル
| 発売日       | タイトル                                | レーベル              |
| ------------ | --------------------------------------- | --------------------- |
| 2023年3月3日 | KickTheVerse (feat. らっぷびと & imiga) | Rapstar Entertainment |

### ミニ・アルバム
|     | 発売日        | タイトル    | 生産番号   | オリコン 最高位 |
| --- | ------------- | ----------- | ---------- | --------------- |
| 1st | 2008年8月6日  | RAP BEAT    | QWCE-00054 | 37位            |
| 2nd | 2010年3月17日 | RAP GIFT EP | TOCT-26946 | 126位           |

### オリジナル・アルバム
|     | 発売日        | タイトル  | 生産番号   | オリコン 最高位 |
| --- | ------------- | --------- | ---------- | --------------- |
| 1st | 2009年3月11日 | RAP MUSIC | TOCT-26797 | 68位            |
| 2nd | 2011年6月1日  | RAP BLEND | DGSA-10007 | 72位            |

### メジャー参加楽曲
| 発売日        | 商品名                                                               | 歌         | 楽曲                            | 備考                                          |
| ------------- | -------------------------------------------------------------------- | ---------- | ------------------------------- | --------------------------------------------- |
| 2010年4月29日 | ef - a fairy tale of the two. 初回限定特別同梱版CD「echt forgather」 | らっぷびと | 「echt forgather -rapbit mix-」 | ゲーム『ef - a fairy tale of the two.』関連曲 |

### 参加作品
1. ウッーウッーウマウマ(゜∀゜)（2008年5月21日）
トラック7：ウッーウッーウマウマ(゜∀゜) (みくすびと Remix feat. らっぷびと)
2. CDで聞いてみて。 〜ニコニコ動画せれくちょん〜（2008年7月9日）
トラック8：When They Cry
3. IKZO CHANNEL 441.93（2008年11月19日）
トラック3：富嶽四十四景〜俺はこんな世界いやだ〜
4. かくれんぼか鬼ごっこよ（2008年12月10日）
トラック12(Bonus track)：空想ルンバらっぷ
5. FUNKY POP（2009年3月18日）
トラック1：Wack Wack Rhythm Island
トラック3：楽園ベイベー らっぷびとは参加していないが、kid,KOU,同じくラッパーで友人のRIPERが参加。
6. 東方月燈籠セーフ!（2009年4月1日）
トラック14：オーディエンスを沸かす程度の能力 feat.タイツォン
7. WWW-world wide words vol.1-（2009年5月27日）
トラック1：INTRO
トラック3：Rapper's Funk
トラック10：Can I Kick It?
トラック12：NET RAPPER'S DELIGHT PT.2
8. 東方流星少女 〜Little Shooting Star〜（2009年8月15日）
トラック5：フラワリングナイト feat. らっぷびと (原題：フラワリングナイト)
9. Pentaphonic『PARALLEL』(2010年3月3日)
TSUTAYA ＆ヴィレッジヴァンガード初回限定特典： U NO my cards? feat.らっぷびと
タワーレコード初回限定特典： Pentaphonic VS SHINO (from The Grasshopper Set) VS ATOM (from SUIKA) VS NONKEY (from LIFE EARTH) VS YOSROMANTIC VS Machee Def (from オトノ葉Entertainment) VS SHIN-SUI (from DELCATECK) VS たまちゃん VS アカネコ (from pmt) VS 風玉 VS 番犬 VS コカツテスタロッサ VS トップハムハット狂 (from rainybluebell)
10. X-DOPE ENT.『X-DOPE!!』（2010年3月15日）
トラック3：Perfect color feat.風玉
11. Nostalgia Trust『Feelings Trust』（2010年7月7日）
トラック6：僕の街にも雪が降る （風玉名義）
12. BIG COLLABO + PLEYBOY（2011年8月3日）
（DISC-1）トラック13：曖昧ノスタルジィ
13. 祭屋『-祭屋01-』（2011年11月9日）
トラック2：メロディ♡レイン feat. らっぷびと・タイツォン
14. Daisy×Daisy『Daisy×Daisy』（2011年11月16日）
トラック6：キラキラシューティング with らっぷびと feat. SEXY-SYNTHESIZER
15. ありまつ『AlcadiA (feat. らっぷびと, アリレム & サラ)』（2021年9月11日）
16. パン野実々美『チントンシャンでぱーりない! (feat. らっぷびと)』（2022年5月31日）
17. ちゃんげろソニック『人生に拍手喝采を』（2022年11月27日）
ちゃんげろソニック, Gero, あらき, あるふぁきゅん。, un:c, __(アンダーバー), Clear, nero, ぐるたみん, こうへい, ASK, コゲ犬, that, ぽこた, 湯毛, 超学生, ChouCho, ナノ, VALSHE, ピコ, あさまる, 亜夢, 蛇足, みーちゃん, メイリア, YURiCa/花たん, らっぷびと & luz：人生に拍手喝采を
18. ちゃんげろソニック『僥倖ダンス (ちゃんげろソニックVer.)』（2022年11月27日）
ちゃんげろソニック, Gero, ぐるたみん, VALSHE, あらき, めいちゃん, あさまる, 亜夢, みーちゃん, Clear, 蛇足, けったろ, koma’n, ぽこた, ASK, コゲ犬, 湯毛, that, 【蓮】, タイツォン, らっぷびと, あるふぁきゅん。, ピコ, nero, こうへい, __(アンダーバー), un:c, YURiCa/花たん & ウォルピスカーター：僥倖ダンス (ちゃんげろソニックVer.)
19. ありまつ『Lonely Call (feat. らっぷびと & kid)』（2022年11月28日）
20. t+pazolite & Srav3R『Make Up Your World (feat. キョンシーのCiちゃん & らっぷびと』(2023年5月6日) TANO*C TOUR 2023 ANTHEM

### ラップアレンジ一覧
ニコニコ動画でアップされている自身の作品やオムニバス作品には未収録の楽曲を記載。
|     | アップ日       | タイトル                                                                     | 備考 |
| --- | -------------- | ---------------------------------------------------------------------------- | --- |
| 1.  | 2007年7月24日  | 冒険でしょでしょ? [Re:Rap-bit ver.]                                          | 原曲は、平野綾のシングル曲。                                                                                           |
| 2.  | 2007年8月26日  | ハレ晴レユカイ [再録Rap-bit ver.]                                            | 原曲は、アニメ『涼宮ハルヒの憂鬱』エンディングテーマ。                                                                 |
| 3.  | 2007年8月26日  | God knows... [再録Rap-bit ver.]                                              | 原曲は、同上の劇中歌。                                                                                                 |
| 4.  | 2008年5月14日  | Dドライヴ/ラヴ [Rap-bit ver.]                                                | |
| 5.  | 2008年6月11日  | 恋速ジェット [Rap-bit ver.]                                                  | |
| 6.  | 2008年8月6日   | そらとべ                                                                     | |
| 7.  | 2008年9月11日  | やればできるからやる                                                         | アルバム『RAP BLEND』収録曲「俗・やればできるからやる feat.KEN THE 390」とは別の楽曲。                                 |
| 8.  | 2008年10月19日 | 奈落の花                                                                     | 原曲は、島みやえい子のシングル曲。                                                                                     |
| 9.  | 2008年11月15日 | 100%?ナイナイナイ [Rapbit ver.]                                              | 原曲は、アニメ『らき☆すた』のキャラクターソング。                                                                      |
| 10. | 2008年12月9日  | Hey, What's up!!                                                             | |
| 11. | 2009年2月24日  | DRIVERS HIGH                                                                 | |
| 12. | 2009年4月5日   | Party People's Action feat.フォレスト,ナズナ ver.0.73,番犬,RIPER,milky,Naoki | |
| 13. | 2009年6月19日  | HANAJI [Rapbit ver.]                                                         | |
| 14. | 2009年7月9日   | 鎌鼬                                                                         | |
| 15. | 2009年7月9日   | 対象a [Rapbit ver.] -1chorus-                                                | 原曲は、anNinaのシングル曲。                                                                                           |
| 16. | 2009年10月16日 | ふゆまち                                                                     | |
| 17. | 2009年11月5日  | お疲れ様でした。                                                             | |
| 18. | 2010年8月6日   | masterpiece                                                                  | 原曲は、川田まみのシングル曲。 らっぷびととしてのアレンジバージョンが『RAP BLEND』に収録されている。                   |
| 19. | 2010年9月27日  | 裏表ラバーズ                                                                 | ボーカロイド曲。 唯一歌詞のアレンジがないいわゆる「歌ってみた」に入る楽曲。                                            |
| 20. | 2010年10月14日 | クリエイトレストラン                                                         | 原曲は、ROOKiEZ is PUNK'Dのシングル「コンプリケイション」のカップリング「BUMP ON da STYLE」。 ただし1コーラス分のみ。  |
| 21. | 2011年5月27日  | Sampling Letter                                                              | 原曲は、fripSideのシングル「only my railgun」のカップリング「late in autumn」。 楽曲の一部にアレンジが加えられている。 |
| 22. | 2011年6月6日   | C'mon, Let's go Remix                                                        | 原曲は、KREVAのシングル曲。                                                                                            |
| 23. | 2011年6月28日  | Genius...!? [rapbit ver.]                                                    | 原曲は、放課後ティータイムのシングル「GO! GO! MANIAC」のカップリング。                                                 |
| 24. | 2012年3月10日  | Chai Maxx らっぷ                                                             | 原曲は、ももいろクローバーのシングル曲。                                                                               |

## タイアップ
- 「クローバー」…「九州生乳販連」CM「おはよう編・おやすみ編」
- 「All Day,All Night」…「Break Point!」2009年1月度オープニングテーマ/日本テレビ「音楽戦士 MUSIC FIGHTER」サビNAVIパワープレイ/日本テレビ「スーパーチャンプル」2009年2月エンディングテーマ/tvk「音楽缶」2009年1月度テーマソング/tvk「音楽缶#」2009年2月度オープニング・エンディングテーマ

## テレビ
- ゴッドタン（テレビ東京）
  - 2011年10月1日放送「芸人マジ歌選手権SP」（ダイノジ・大地の後輩「安部」役）
  - 2012年6月30日放送「ナメたらアカン!ジェッタシーはダサぁない!アレンジさえすればホンマはカッコええんやで!!対決」

## ネットラジオ
- らっぷびとの火を貸すラジオ（2007年11月 - ）